# Marigidiella crassipes
Marigidiella crassipes is een vlokreeftensoort uit de familie van de Bogidiellidae. De wetenschappelijke naam van de soort is voor het eerst geldig gepubliceerd in 1981 door Stock.